# Гаек (Южночешский край)
Гаек (чеш. Hájek, бывш. нем. Hajek) — муниципалитет на юге Чешской Республики, в Южночешском крае. Входит в состав района Страконице.
Один из самых малонаселённых муниципалитетов Чехии.

## История
Деревня впервые упомянута в 1334 году как часть имения Баворов.
С 1850 года селение входило в состав судебного района Водняни политического района Писек. До 1910-х годов являлась частью муниципалитета Велка-Бланице, затем самостоятельный муниципалитет.
В 1971—1991 годах — часть города Баворов, затем — вновь самостоятельный муниципалитет.

### Изменение административного подчинения
- 1850 год — Австрийская империя, Богемия, край Пльзень, политический район Писек, судебный район Водняни;
- 1855 год — Австрийская империя, Богемия, край Писек, судебный район Водняни;
- 1868 год — Австро-Венгрия, Цислейтания, Богемия, политический район Писек, судебный район Водняни[6];
- 1920 год — Чехословацкая Республика, Ческе-Будеёвицкая жупания[чеш.], политический район Писек, судебный район Водняни
- 1928 год — Чехословацкая Республика, Чешская земля, политический район Писек, судебный район Водняни
- 1939 год — Протекторат Богемии и Моравии, Богемия, область Табор, политический район Писек, судебный район Воднян[7]
- 1945 год — Чехословацкая Республика, Чешская земля, административный район Писек, судебный район Водняни[8]
- 1949 год — Чехословацкая Республика, Ческе-Будеёвицкий край, район Водняни[9]
- 1960 год — ЧССР, Южночешский край, район Страконице
- 2003 год — Чехия, Южночешский край, район Страконице, ОРП Страконице

## География и транспорт
Расположен в южной части района, в 2 км к юго-западу от Баворова, в 9 км к юго-западу от города Водняни, в 20 км к юго-востоку от города Страконице и в 34 км к северо-западу от Ческе-Будеёвице.
Граничит с городом Баворов и (с запада) с муниципалитетом Дуб района Прахатице.
Связан автобусным сообщением с городами Табор, Водняни и Прахатице.

## Население
| Год  | Численность | Численность |
| ---- | ----------- | ----------- |
| 1869 | 117         | [ 10 ]      |
| 1880 | 140         | [ 10 ]      |
| 1890 | 129         | [ 10 ]      |
| 1900 | 147         | [ 10 ]      |
| 1910 | 153         | [ 10 ]      |
| 1921 | 145         | [ 10 ]      |
| 1930 | 131         | [ 10 ]      |
| 1950 | 86          | [ 10 ]      |
| 1961 | 83          | [ 10 ]      |
| 1970 | 56          | [ 10 ]      |
| 1980 | 47          | [ 10 ]      |
| 1991 | 36          | [ 10 ]      |
| 2001 | 38          | [ 10 ]      |
| 2014 | 39          | [ 11 ]      |
| 2016 | 35          | [ 12 ]      |
| 2017 | 35          | [ 13 ]      |
| 2018 | 33          | [ 14 ]      |
| 2019 | 38          | [ 15 ]      |
| 2020 | 42          | [ 16 ]      |
| 2021 | 46          | [ 17 ]      |
| 2022 | 47          | [ 18 ]      |
| 2023 | 48          | [ 19 ]      |
| 2024 | 47          | [ 20 ]      |
| 2025 | 46          | [ 3 ]       |

По переписи 2011 года в деревне проживало 35 человек (из них 27 чехов и 8 не указавших национальность, в 2001 году — 97,4% чехов), из них 21 мужчина и 14 женщин (средний возраст — 40 лет).
Из 30 человек старше 14 лет 2 имели базовое (в том числе неоконченное) образование, 22 — среднее, включая учеников (из них 9 — с аттестатом зрелости) и 5 — высшее (все — магистры).
Из 35 человек 19 были экономически активны (из них 2 безработных), 14 — неактивны (6 неработающих пенсионеров, 6 учащихся и 2 иждивенца).
Из 17 работающих 2 работали в сельском хозяйстве, 3 — в промышленности, 1 — в строительстве, 1 — в торговле и авторемонте, 1 — в сфере гостеприимства, 1 — в финансово-страховой сфере, 4 — в риэлторской, научно-технической и административной деятельности, 1 — на госслужбе, 2 — в здравоохранении.